# Skottuþúfa
Skottuþúfa är en kulle i republiken Island. Den ligger i regionen Norðurland eystra, 300 km nordost om huvudstaden Reykjavík. Toppen på Skottuþúfa är 327 meter över havet.
Trakten runt Skottuþúfa är nära nog obefolkad, med mindre än två invånare per kvadratkilometer. Närmaste större samhälle är Kópasker, omkring 13 kilometer nordväst om Skottuþúfa. Trakten runt Skottuþúfa består i huvudsak av gräsmarker.